# Teuillac
Teuillac est une commune du Sud-Ouest de la France, dans le département de la Gironde (région Nouvelle-Aquitaine).

## Géographie

### Communes limitrophes
Les communes limitrophes sont Saint-Christoly-de-Blaye, Berson, Mombrier, Pugnac, Saint-Trojan et Saint-Vivien-de-Blaye.
| Berson       |          | Saint-Christoly-de-Blaye |
| Saint-Trojan | Teuillac | Saint-Vivien-de-Blaye    |
|              | Mombrier | Pugnac                   |

### Climat
Pour des articles plus généraux, voir Climat de la Nouvelle-Aquitaine et Climat de la Gironde.
Historiquement, la commune est exposée à un climat océanique aquitain.
En 2020, Météo-France publie une typologie des climats de la France métropolitaine dans laquelle la commune est exposée à un climat océanique et est dans la région climatique  Aquitaine, Gascogne, caractérisée par une pluviométrie abondante au printemps, modérée en automne, un faible ensoleillement au printemps, un été chaud (19,5 °C), des vents faibles, des brouillards fréquents en automne et en hiver et des orages fréquents en été (15 à 20 jours).
Pour la période 1971-2000, la température annuelle moyenne est de 12,9 °C, avec une amplitude thermique annuelle de 14,2 °C. Le cumul annuel moyen de précipitations est de 908 mm, avec 12,5 jours de précipitations en janvier et 6,8 jours en juillet. Pour la période 1991-2020, la température moyenne annuelle observée sur la station météorologique la plus proche, située sur la commune de Saint-Savin à 9,32 km à vol d'oiseau, est de 13,9 °C et le cumul annuel moyen de précipitations est de 835,2 mm,. Pour l'avenir, les paramètres climatiques de la commune estimés pour 2050 selon différents scénarios d’émission de gaz à effet de serre sont consultables sur un site dédié publié par Météo-France en novembre 2022.

## Urbanisme

### Typologie
Au 1er janvier 2024, Teuillac est catégorisée commune rurale à habitat dispersé, selon la nouvelle grille communale de densité à sept niveaux définie par l'Insee en 2022.
Elle est située hors unité urbaine. Par ailleurs la commune fait partie de l'aire d'attraction de Bordeaux, dont elle est une commune de la couronne,. Cette aire, qui regroupe 275 communes, est catégorisée dans les aires de 700 000 habitants ou plus (hors Paris),.

### Occupation des sols

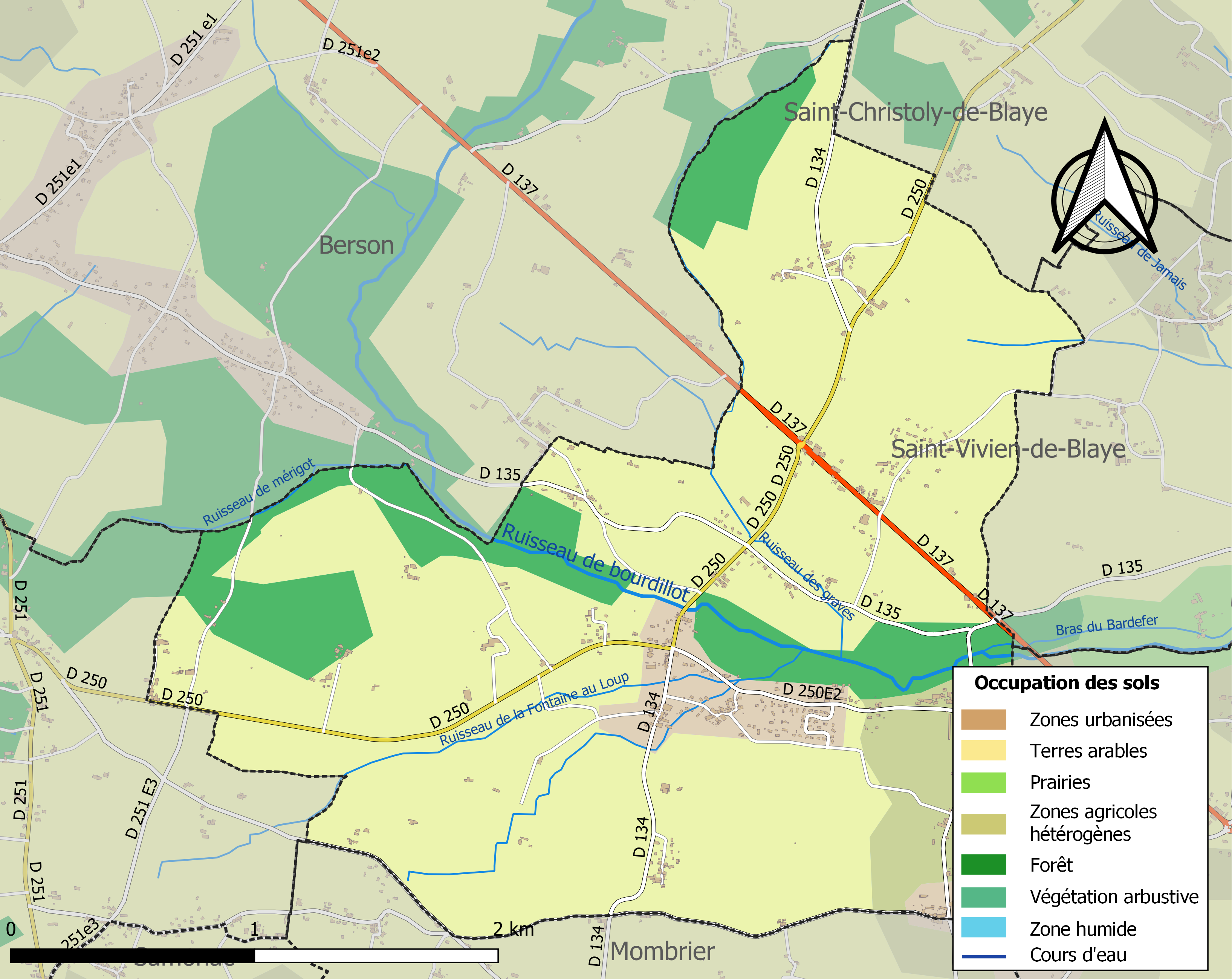
Carte des infrastructures et de l'occupation des sols de la commune en 2018 (CLC).

L'occupation des sols de la commune, telle qu'elle ressort de la base de données européenne d’occupation biophysique des sols Corine Land Cover (CLC), est marquée par l'importance des territoires agricoles (81,3 % en 2018), en diminution par rapport à 1990 (88,6 %). La répartition détaillée en 2018 est la suivante : 
cultures permanentes (75,2 %), forêts (13,9 %), zones agricoles hétérogènes (6,1 %), zones urbanisées (4,8 %). L'évolution de l’occupation des sols de la commune et de ses infrastructures peut être observée sur les différentes représentations cartographiques du territoire : la carte de Cassini (XVIIIe siècle), la carte d'état-major (1820-1866) et les cartes ou photos aériennes de l'IGN pour la période actuelle (1950 à aujourd'hui).

### Risques majeurs
Le territoire de la commune de Teuillac est vulnérable à différents aléas naturels : météorologiques (tempête, orage, neige, grand froid, canicule ou sécheresse) et séisme (sismicité faible). Un site publié par le BRGM permet d'évaluer simplement et rapidement les risques d'un bien localisé soit par son adresse soit par le numéro de sa parcelle.

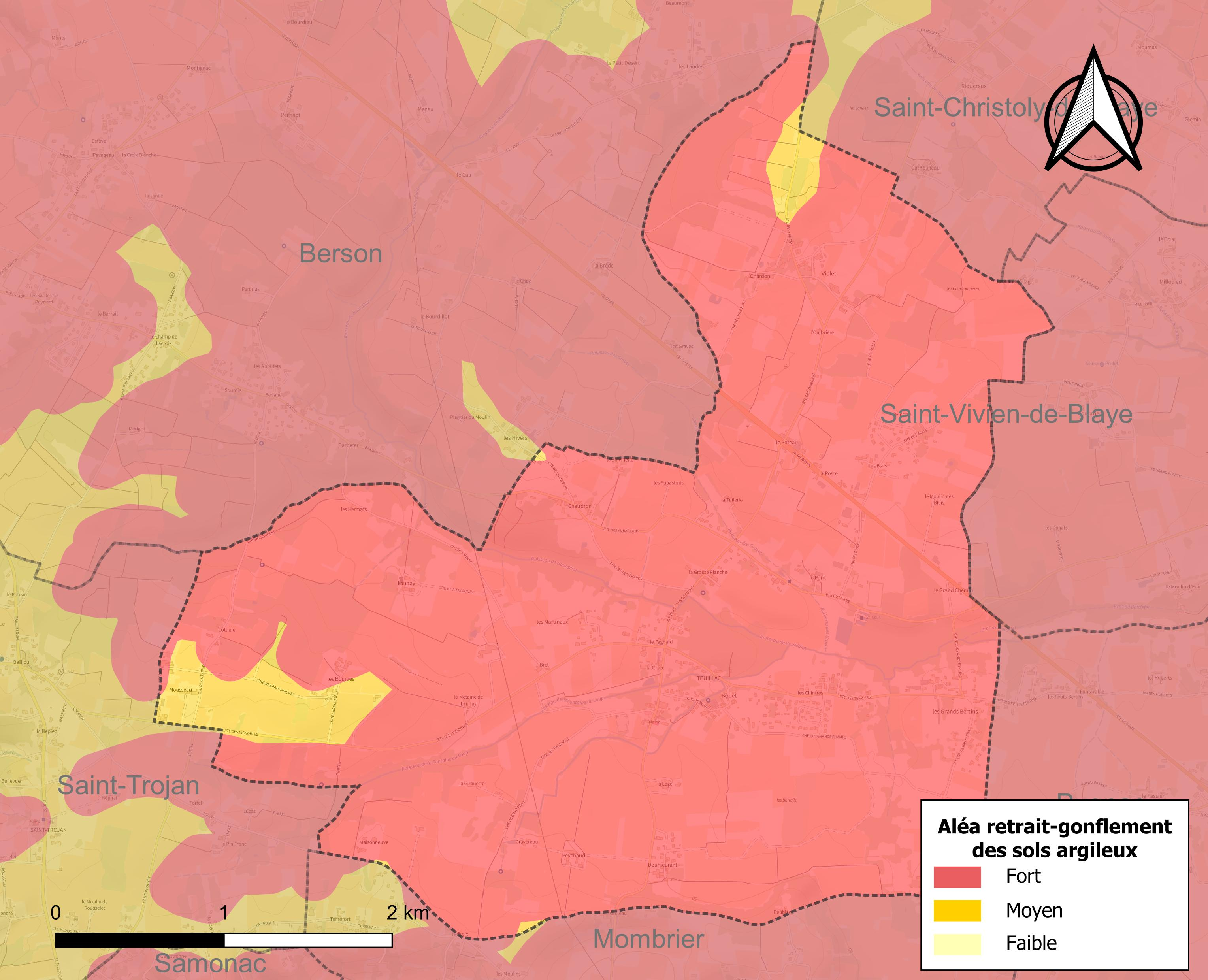
Carte des zones d'aléa retrait-gonflement des sols argileux de Teuillac.

Le retrait-gonflement des sols argileux est susceptible d'engendrer des dommages importants aux bâtiments en cas d’alternance de périodes de sécheresse et de pluie. La totalité de la commune est en aléa moyen ou fort (67,4 % au niveau départemental et 48,5 % au niveau national). Sur les 378 bâtiments dénombrés sur la commune en 2019, 378 sont en aléa moyen ou fort, soit 100 %, à comparer aux 84 % au niveau départemental et 54 % au niveau national. Une cartographie de l'exposition du territoire national au retrait gonflement des sols argileux est disponible sur le site du BRGM,.
La commune a été reconnue en état de catastrophe naturelle au titre des dommages causés par les inondations et coulées de boue survenues en 1982, 1988, 1999 et 2009, par la sécheresse en 2003, 2011 et 2012 et par des mouvements de terrain en 1999.

## Histoire
La découverte de divers outils sur la colline de Puybarbe permet de situer les premiers occupants du territoire de la commune à la préhistoire.
Le nom de Teuillac évoque l'existence d'un site gallo-romain, la période médiévale est mieux représentée sur la commune avec l'ancienne seigneurie de Peychaud et l'église, dont les plus anciennes fondations sont romanes.
Le XIXe siècle voit naître à Teuillac un homme nommé Lombard, propriétaire du château de Launay, devenu l'ami de Napoléon III. De cette brève amitié, l'église de Teuillac garde un ostensoir offert en 1866 par Napoléon III.
La commune se fait connaître médiatiquement grâce à Alain PONS, Maire Honoraire (1979-2001) du village, qui retrace l'histoire de Rachel Taytel, enfant juive déportée avec sa famille dans le camp d'Auschwitz-Birkenau en 1944 suite à une dénonciation à la gestapo,,.

## Politique et administration

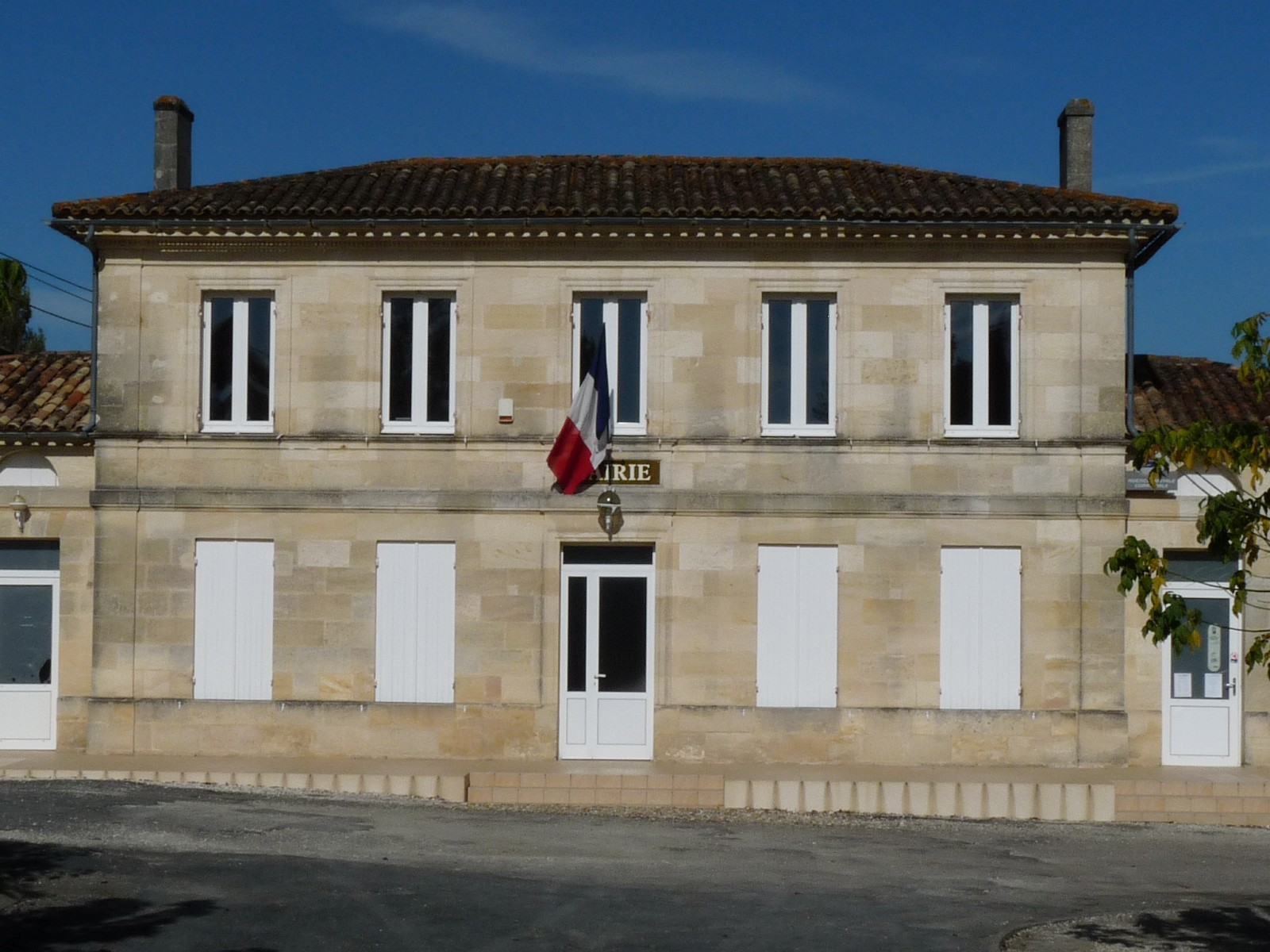
La mairie

| Période                                  | Période  | Identité          | Étiquette | Qualité |
| ---------------------------------------- | -------- | ----------------- | --------- | ------- |
| 2001                                     | En cours | Jean-Franck Blanc | UMP-LR    | Employé |
| Les données manquantes sont à compléter. |          |                   |           |         |

## Démographie
L'évolution du nombre d'habitants est connue à travers les recensements de la population effectués dans la commune depuis 1793. Pour les communes de moins de 10 000 habitants, une enquête de recensement portant sur toute la population est réalisée tous les cinq ans, les populations de référence des années intermédiaires étant quant à elles estimées par interpolation ou extrapolation. Pour la commune, le premier recensement exhaustif entrant dans le cadre du nouveau dispositif a été réalisé en 2007.

En 2022, la commune comptait 882 habitants, en évolution de −0,9 % par rapport à 2016 (Gironde : +6,91 %, France hors Mayotte : +2,11 %).
| 1793 | 1800 | 1806 | 1821 | 1831 | 1836 | 1841 | 1846 | 1851 |
| ---- | ---- | ---- | ---- | ---- | ---- | ---- | ---- | ---- |
| 593  | 629  | 544  | 640  | 666  | 687  | 641  | 660  | 612  |

| 1856 | 1861 | 1866 | 1872 | 1876 | 1881 | 1886 | 1891 | 1896 |
| ---- | ---- | ---- | ---- | ---- | ---- | ---- | ---- | ---- |
| 627  | 614  | 650  | 599  | 636  | 624  | 556  | 606  | 624  |

| 1901 | 1906 | 1911 | 1921 | 1926 | 1931 | 1936 | 1946 | 1954 |
| ---- | ---- | ---- | ---- | ---- | ---- | ---- | ---- | ---- |
| 668  | 669  | 619  | 614  | 610  | 583  | 543  | 517  | 584  |

| 1962 | 1968 | 1975 | 1982 | 1990 | 1999 | 2006 | 2007 | 2012 |
| ---- | ---- | ---- | ---- | ---- | ---- | ---- | ---- | ---- |
| 495  | 480  | 485  | 705  | 689  | 665  | 710  | 716  | 875  |

| 2017 | 2022 | - | - | - | - | - | - | - |
| ---- | ---- | - | - | - | - | - | - | - |
| 880  | 882  | - | - | - | - | - | - | - |

## Équipements, services et vie locale

### Enseignement

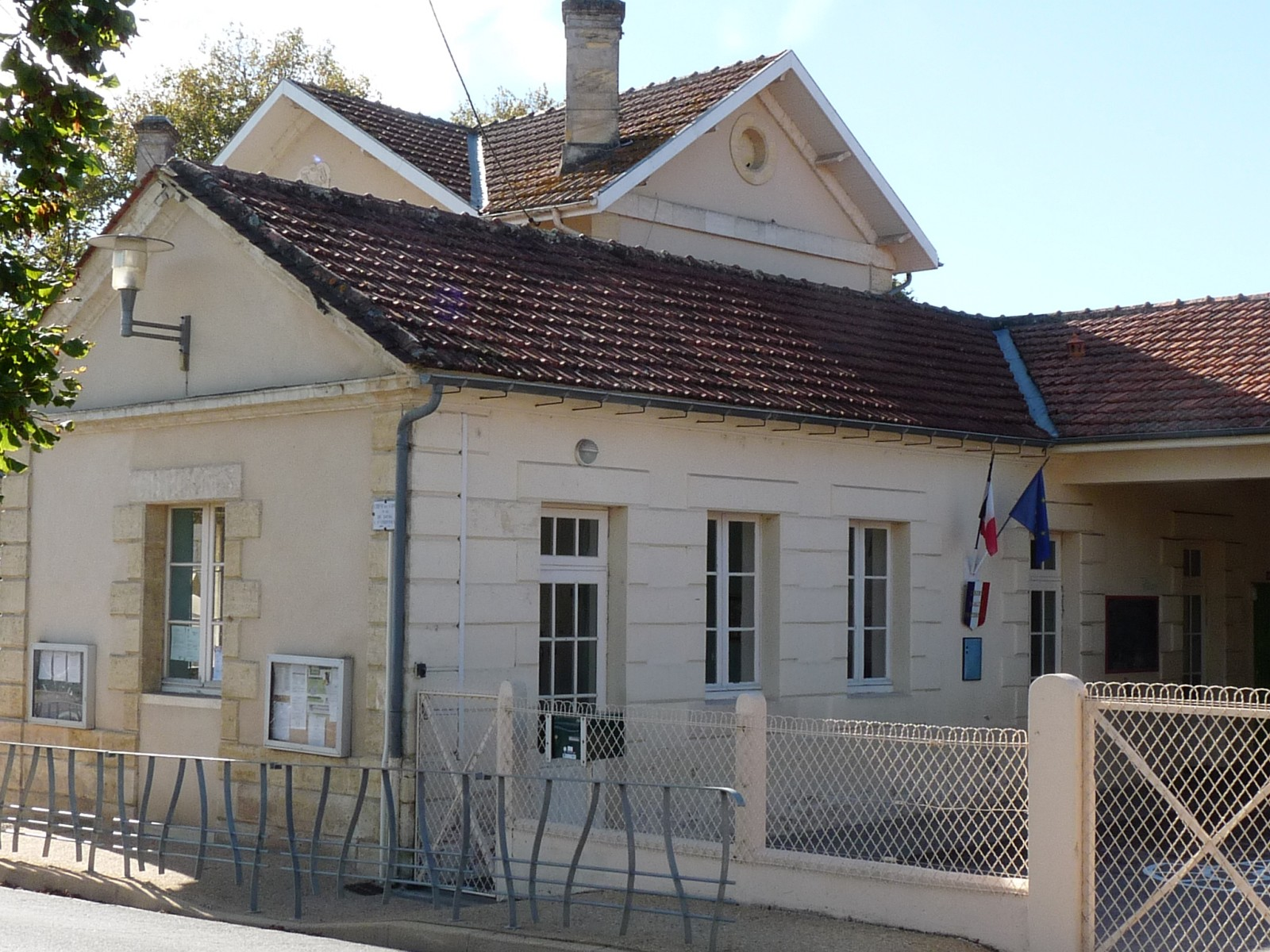
L'école

Teuillac possède une école primaire dénommée Rachel Taytel située près du bourg à la Croix et accueillant une centaine d'enfants,

## Lieux et monuments

### Patrimoine religieux
L'église paroissiale Saint-Pierre est d'époque romane et du XVe siècle. Bien que le christianisme soit attesté depuis le VIIe siècle, l'église actuelle, dans ses parties les plus anciennes, date du XIe ou XIIe siècle. En effet, l'abside, construite en petits moellons réguliers et voûtée en cul-de-four, est romane. Le chevet au nord a été modifié. Seule dans le mur, la trace d'un arc en plein cintre de grande dimension permet d'imaginer l'absidiole qui y était érigée. Le clocher du XVe siècle est soutenu par d'imposants contreforts et orné d'une élégante baie gothique dont le soufflet est remplacé par cœur. Un bas-côté est également créé et la façade occidentale est remaniée en empiétant sur l'ancien cimetière. On devine, sous les marches occidentales, des cuves de sarcophages en pierre. À l'époque romane, l'église devait posséder un chevet à trois absides, ainsi qu'un transept avec une nef vraisemblablement charpentée.
Le retable de l'église est orné de statuettes en bois du XVIIe siècle, ainsi que d'un grand crucifix en bois de la même époque. Mais c'est le buste de saint Martin, apôtre des Gaules, qui atteste l'ancienneté de l'édifice, car il daterait du XIIe siècle,.
Le retable et le tabernacle sont classés monuments historiques au titre objets depuis 1971.
Comme dans d'autres communes du département, une colonne à la Vierge a été édifiée au XIXe siècle. Elle est située en bas du bourg sur la rue Principale.

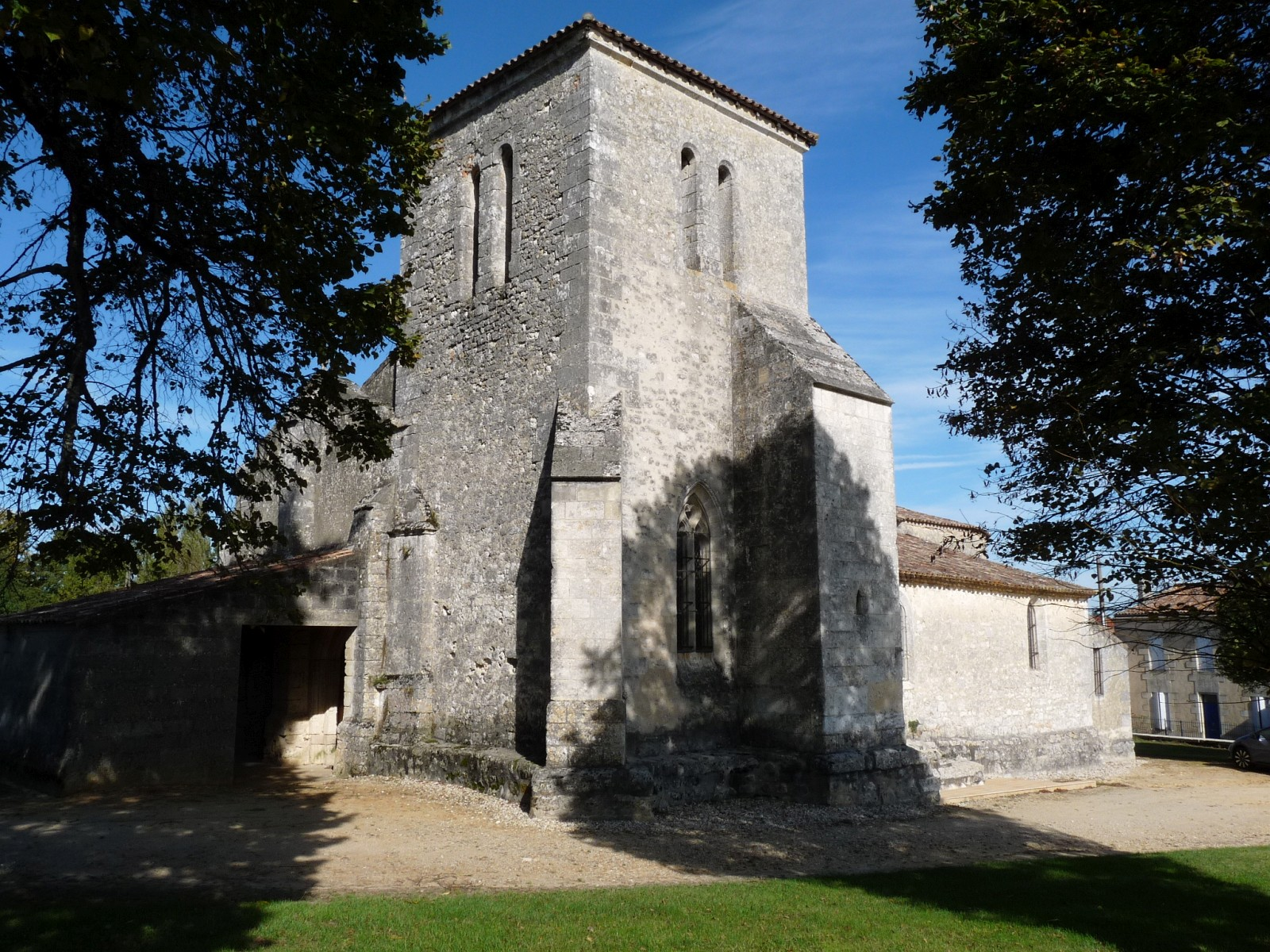
L'église Saint-Pierre
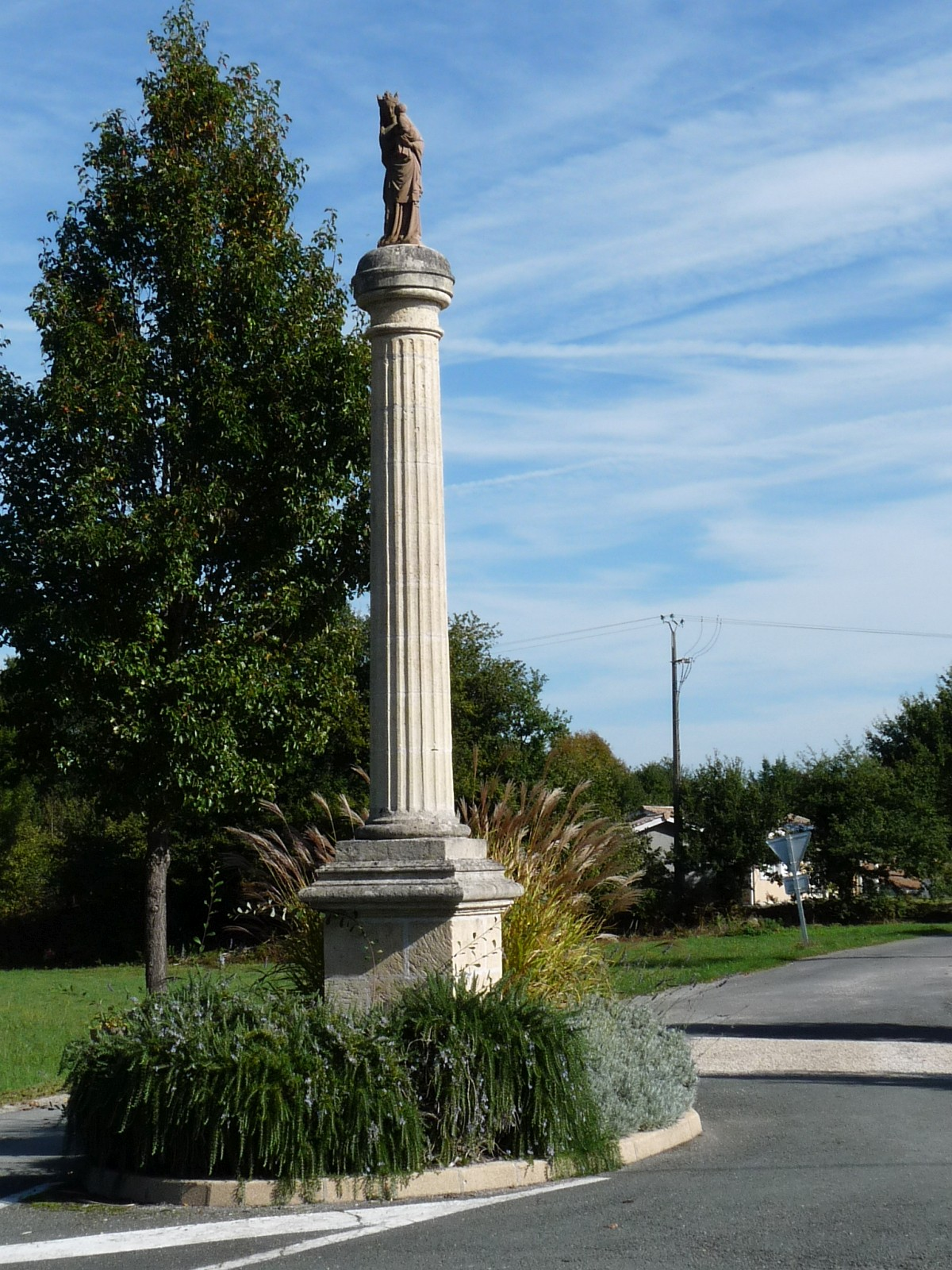
Colonne de la Vierge
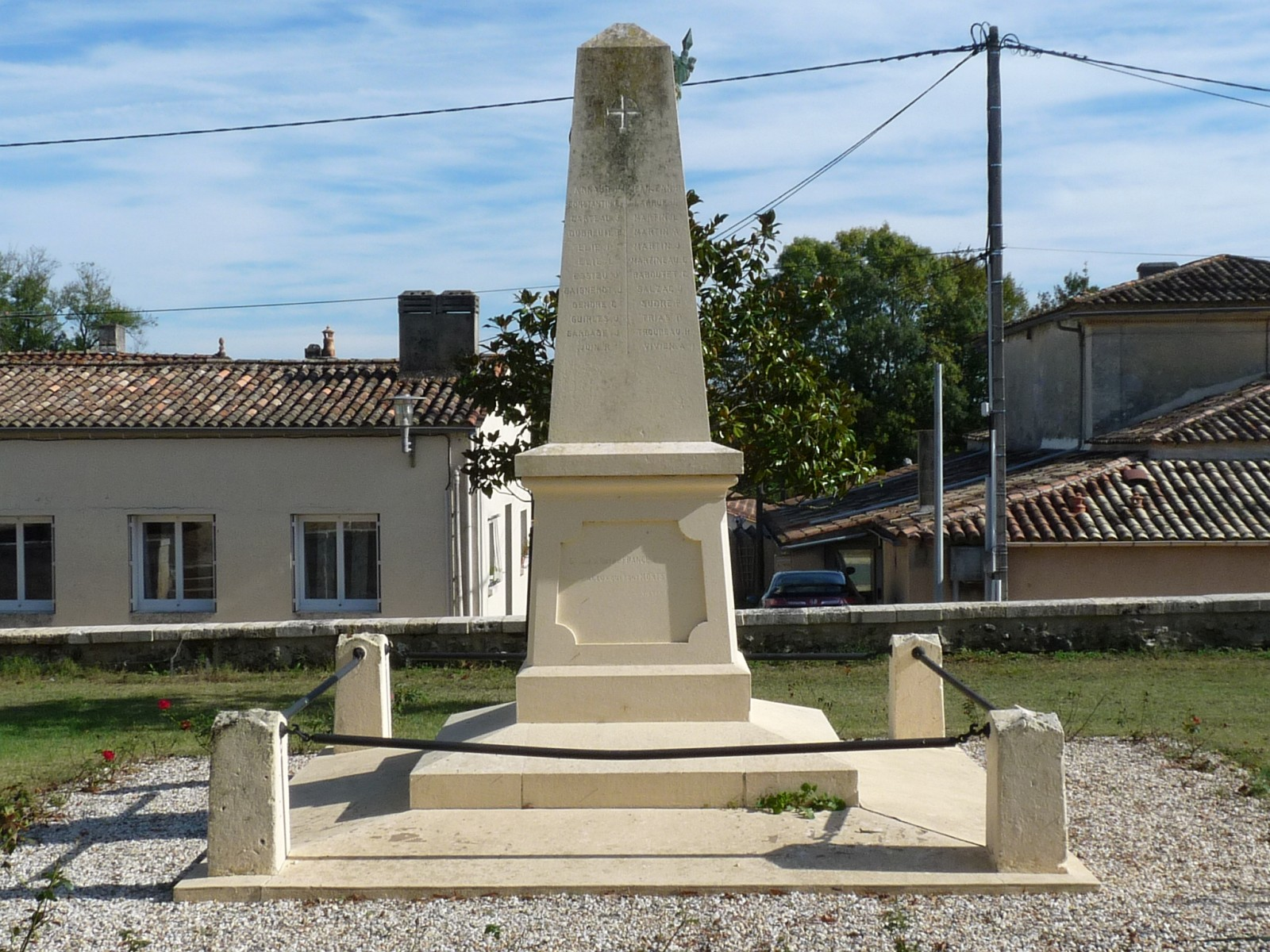
Le monument aux morts

### Patrimoine civil
- Château du relais de la poste : date du XVIIIe siècle, situé sur l'ancien chemin de la Poste entre Bordeaux et Nantes (route actuelle de Bordeaux à Blaye)[16].
- Château de Launay

## Personnalités liées à la commune
- Jules-Barthélémy Lombard (1809-1871), né au château de Launay, il devint consul général de France et chirurgien des armées et il est enterré à Teuillac[16].
- Rachel Taytel (1927-1944) déportée dans le camp d'extermination d'Auschwitz-Bikenau en 1944 parce que juive[19],[27],[18].